# Leptomydas indianus
Leptomydas indianus är en tvåvingeart som först beskrevs av Enrico Adelelmo Brunetti 1912.  Leptomydas indianus ingår i släktet Leptomydas och familjen Mydidae. Inga underarter finns listade i Catalogue of Life.